# Tewfik Sadaoui
Tewfik Sadaoui, né le 2 février 1978 à Oran, est un ancien joueur de handball, international algérien.

## Palmarès
- Champion de France 2008 N1

### avec l'Équipe d'Algérie
Championnats du monde
- 18e au championnat du monde 2003 ( Portugal)

Championnats d'Afrique
- Médaille d'argent au championnat d'Afrique 2000 ( Algérie)
- Médaille d'argent au championnat d'Afrique 2002 ( Maroc)
- Demi-finaliste au championnat d'Afrique 2004 ( Égypte)

Autres
- Médaille d'or aux Jeux africains 1999  ( Afrique du Sud)
- Vainqueur de la Coupe arabe des nations 2000
- Médaille de bronze au Championnat d'Afrique junior 1996 ( Égypte)

### Distinctions individuelles
- deuxième meilleur buteur du Championnat de France D1 en 2001-2002[3]
- Meilleur buteur du championnat de France N1 2006-2007
- Meilleur arrière gauche  de de France N1 2006-2007 (Belfort) [4]
- Trophée meilleur joueur et participation à plusieurs tournois internationaux 2003-2006 Lisbonne, Oslo,Paris Bercy,
- Meilleur sportif de l'année 2008 à Belfort

## Statistiques en championnat de France
| Saison | Ligue    | Equipe  | MJ | Tirs R | Tirs T | %    | 7m R | 7m T | %    | Int | P.Déc. | BP | Avert. | 2min | Buts | Eval |
| ------ | -------- | ------- | -- | ------ | ------ | ---- | ---- | ---- | ---- | --- | ------ | -- | ------ | ---- | ---- | ---- |
| 08-09  | ProLigue | Belfort | 23 | 41     | 115    | 35,7 | 9    | 13   | 69,2 | 8   | 5      | 19 | 6      | 23   | 50   | -14  |
| 04-05  | LMSL     | Angers  | 12 | 46     | 99     | 46,5 | 17   | 23   | 73,9 | 7   | 1      | 14 | 0      | 6    | 63   | 99   |
| 03-04  | LMSL     | Angers  | 17 | 46     | 112    | 41,1 | 24   | 33   | 72,7 | 10  | 1      | 13 | 4      | 6    | 70   | 100  |
| 02-03  | LMSL     | Angers  | 18 | 73     | 146    | 50   | 31   | 41   | 75,6 | 13  | 3      | 13 | 9      | 8    | 104  | 190  |
| 01-02  | LMSL     | Angers  | 27 | 113    | 223    | 50,7 | 64   | 82   | 78   | 13  | 1      | 24 | 13     | 9    | 177  | 329  |
| 00-01  | LMSL     | Angers  | 1  | 6      | 11     | 54,5 | 6    | 7    | 85,7 | 1   | 0      | 1  | 1      | 1    | 12   | 26   |
| Total  |          |         |    |        |        |      |      |      |      |     |        |    |        |      |      |      |